# Tripitaka Coreana
La Tripitaka Coreana (en coreano 팔만 대장경 en alfabeto hangul, 八萬大藏經 en hanja) es la colección más completa de textos budistas, grabada en 81.258  bloques de madera entre los años 1237 y 1249. Está situada en el Haeinsa, un templo budista construido el año 802 en Gyeongsang, Corea del Sur. Allí se levantaron los edificios de Changgyeong P'ango en el siglo XV para albergar estos bloques de madera.
Templo y libros son Patrimonio de la Humanidad; como la imprenta en madera o xilográfica fue desarrollada en la época de Goryeo (918-1392), recibe el nombre de «Tripitaka Coreana de Goryeo» o «Palman Daejanggyeong» ("La Gran Colección de Escrituras Budistas en Ochenta Mil Planchas Xilográficas"). Es una muestra del mejor arte tipográfico y editorial de entonces. Su conservación, excelente, es tal que todavía, casi ocho siglos después, podrían usarse para imprimir copias nítidas y completas del Tripitaka o canon de libros sagrados del budismo.

## Historia
El trabajo en el primer Tripiṭaka Koreana comenzó en 1011 durante la guerra de Goryeo-Kitán y fue terminado en 1087. El acto de tallar los bloques de madera se consideró una manera de causar un cambio en fortuna invocando la ayuda del Buda. El primer Tripiṭaka Koreana se basó principalmente en la Canción del Norte Tripiṭaka completado en el siglo X, pero otras escrituras publicadas hasta entonces, como el Kitán Tripiṭaka, también fueron consultados con el fin de identificar artículos que necesitan revisión y ajuste. El primer Tripiṭaka Koreana contenía alrededor de 6.568 volúmenes, y está dividida en 1.501 categorías.